# IQ Press Lapkiadó Kft.
Az IQ Press Kft. egy számos lapot gondozó magyarországi kiadó, amely 1999. május 1-jén jött létre. Tevékenységi köre: hetilapok, folyóiratok, évkönyvek, könyvek és egyéb kiadványok gondozása.

## Állandó kiadványai

### Rejtvénykiadványok
- Füles magazin: szórakoztató, rejtvényeket, cikkeket, kvízeket, egyéb feladványokat és képregényt közlő hetilap.
- Füles Évkönyv: évente megjelenő, rejtvényeket, kvízeket, egyéb feladványokat és képregényt közlő kiadvány. Terjedelme 196 oldal és egy 16 oldalas melléklet.
- Füles Plusz: szórakoztató, magazinos rejtvényújság  feladványokkal, kvízekkel, ismeretterjesztő rovatokkal. Megjelenik kéthavonta.
- Poénvadászat: skandináv típusú, humoros rejtvényeket közlő hetilap.
- Poénkoktél: skandináv típusú rejtvényeket tartalmazó, havonta megjelenő lap.
- 100 Poén: humoros, skandináv típusú rejtvényeket tartalmazó negyedévente megjelenő kiadvány.
- 33 Plusz egy vicc: négyhetente megjelenő, számonként 33 darab Plusz egy vicc típusú feladványt közlő lap.
- Olasz módra: a nehezebb fejtörőket kedvelők havi lapja.
- Kemény dió: a rejtvényfejtést magas szinten művelők havonta megjelenő lapja.
- Szókereső: könnyed, szórakoztató fejtörőket közlő, kéthetente megjelenő lap.
- Logika: az észszerű gondolkodáson alapuló feladványokat kedvelők havilapja.
- Logika XL: logikai fejtörőket tartalmazó, évente háromszor megjelenő lap.
- Grafi Logika: a rajzolást és fejtörést kombináló fejtörőket tartalmazó havonta megjelenő lap.
- Észjáték: évente négy alkalommal megjelenő, szórakoztató feladványokat közlő kiadvány.
- Kis Füles: a 10 és 14 év közötti lányok és fiúk rejtvénylapja, a tizenévesek érdeklődési köréhez igazodó rejtvényekkel, kvízekkel, képregényekkel és cikkekkel. Megjelenik havonta.

### Magazinok
- Praktika: a környezetükre igényes nők havonta megjelenő magazinja.
- Ötlet Mozaik: havonta megjelenő, lakásfelújítással és átalakítással, építkezéssel, kertrendezéssel, valamint barkács- és javítási ötletekkel, tanáccsal szolgáló színes magazin.